# Divya Dutta
Divya Dutta, née le 25 septembre 1977,, est une actrice et mannequin indienne. Elle apparaît dans le cinéma hindi et pendjabi, ainsi que dans des films malayalam et anglais. Elle détient de nombreux prix, dont un National Film Award, un Filmfare OTT Award et 2 IIFA Awards.
Dutta fait ses débuts dans le cinéma hindi en 1994 avec le film Ishq Mein Jeena Ishq Mein Marna (en), suivi par le rôle principal dans le drame Veergati (en) en 1995 et une série de second rôles. Elle attire ensuite l'attention pour avoir joué le rôle principal de Zainab, une épouse musulmane séparée de son mari sikh, dans le film punjabi de 1999 Shaheed-e-Mohabbat Boota Singh (en), qui se déroule durant la partition des Indes de 1947. Le film est un succès surprise. En 2004, Dutta est acclamée par la critique pour son rôle de Shabbo dans le film d'amour Veer-Zaara et est nommée pour le prix de la meilleure actrice dans un second rôle lors de plusieurs cérémonies de remise de prix, dont Filmfare. Elle est ensuite reconnue pour son rôle dans le film comique de 2008 Welcome to Sajjanpur et reçoit le prix IIFA de la meilleure actrice dans un second rôle pour son interprétation de Jalebi dans le film dramatique de 2009, Delhi 6.
Dutta continue d'accroitre sa popularité avec ses rôles dans Stanley Ka Dabba (en) en 2011 puis dans Hérone en 2012. En 2013, elle attire l'attention pour ses performances dans Gippi (en) et le film dramatique sportif biographique Bhaag Milkha Bhaag, dans lequel elle incarne Ishri Kaur, la sœur de Milkha Singh. Pour son rôle dans ce dernier, elle reçoit plusieurs prix et nominations, dont son deuxième prix IIFA de la meilleure actrice dans un second rôle. Elle a joué dans plus de soixante longs métrages, dont deux productions internationales. À la télévision, elle interprète Purnima Banerjee (en) dans la série Samvidhaan (en) (2014). Pour son rôle dans le drame social Irada (en) (2017), Dutta reçoit le National Film Award de la meilleure actrice dans un second rôle. La première performance de Dutta dans des courts métrages est dans Plus Minus, lauréat dans la catégorie des courts métrages les plus populaires aux Filmfare Awards 2019, écrit et réalisé par Jyoti Kapur Das (en). Elle est l'autrice d'un livre, The Stars in My Sky.

## Jeunesse
Dutta est née le 25 septembre 1977 à Ludhiana, au Pendjab,. Sa mère, Nalini Dutta, est une fonctionnaire du gouvernement et une médecin qui élève seule Dutta et son frère après la mort de son mari alors que Dutta a sept ans. Dutta la décrit comme « intrépide et professionnelle » et comme une « maman amusante à la maison ». Elle s'inspire de sa mère pour son rôle de mère célibataire, Pappi, dans le film dramatique Gippi (en) de 2013. Elle et son frère compilent un recueil de poèmes de leur mère et les lui publient en cadeau. Son oncle maternel est le réalisateur et producteur Deepak Bahry (en).
Quand Dutta est jeune, l'insurrection du Pendjab commence et Dutta se décrit comme se cachant derrière la dupatta de sa mère « en priant que personne ne nous tire dessus ». Elle fait ses études au couvent du Sacré-Cœur à Ludhiana.

## Carrière
Dutta fait ses débuts au cinéma en 1994 avec le film Ishq Mein Jeena Ishq Mein Marna (en). Elle joue ensuite le second rôle de Bindiya dans le film Surakshaa (en) de 1995, aux côtés de Sunil Shetty, Aditya Pancholi, Saif Ali Khan et Sheeba. Le film fait de bons chiffres sur les marchés étrangers, notamment en Norvège et en Suède La même année, Dutta obtient son premier rôle principal face à Salman Khan dans le film dramatique Veergati (en), dans le rôle de Sandhya. Cependant, le film est un échec au box-office.
L'année suivante, Dutta joue des seconds rôles dans trois sorties cinéma : Agni Sakshi aux côtés de Jackie Shroff, Nana Patekar et Manisha Koirala, Chhote Sarkar (en) aux côtés de Govinda et Shilpa Shetty, et Ram Aur Shyam (en). En 1997, elle joue de petits rôles dans Raja Ki Aayegi Baraat (en), aux côtés de Rani Mukherjee, en tant que sœur de Sharda et dans Daava (en) en tant que Deepa, aux côtés d'Akshay Kumar et Raveena Tandon. Dutta a quatre sorties en 1998, jouant de petits rôles dans Gharwali Baharwali (en) et Bade Miyan Chote Miyan (en), mais apparaissant comme le rôle principal féminin, Milli, dans le film Iski Topi Uske Sarr (en). Cependant, sa performance est critiquée comme étant « en bois ». Elle interprète également le rôle d'une prostituée dans le drame de Pamela Rooks (en) Train to Pakistan (en) qui se déroule à l'époque de la partition des Indes, en 1947.

### 1999-2003: débuts et percée en pendjabi
En 1999, Dutta fait ses débuts en pendjabi dans le film d'amour Shaheed-e-Mohabbat Boota Singh (en), dans le premier de ses nombreux rôles face à Gurdas Maan (en). Le film se déroule également pendant la partition indienne de 1947 et est basée sur l'histoire réelle d'un Sikh Boota Singh (en). Elle y joue son épouse musulmane, Zainab, avec qui il est séparé et soumise à la pression de sa famille. Le film est bien accueilli et est une surprise au box-office. Dutta est félicitée pour sa performance, la Tribune faisant remarquer qu'elle est « compétente dans la représentation de l'exubérance pendjabi, ainsi que du chagrin aigu ». Elle joue également des second rôles dans les films Samar, Rajaji et Tabaahi – The Destroyer.
L'année suivante, Dutta fait ses débuts népalais dans le film romantique Basanti, jouant le rôle de Malati. En 2001, elle sort également un thriller Kasoor (en), réalisé par Vikram Bhatt. Elle y joue le rôle de Mme Payal et double la voix de l'actrice non hindi Lisa Ray. Le film est un succès commercial.
En 2002, Dutta a six sorties : elle fait une apparition spéciale dans le film népalais Maya Namara et apparaît dans Inth Ka Jawab Patthar, jouant le rôle de Kanchan. Elle joue les second rôles  dans Shakti : The Power aux côtés de Karisma Kapoor et Shahrukh Khan, et dans Sur – The Melody of Life. Elle apparaît aux côtés de Gurdas Maan (en) et Tabu dans Zindagi Khoobsoorat Hai (en), réalisé par Manoj Punj (en). Elle joue ensuite le rôle de Durgawati Devi (en) aux côtés de Sunny et Bobby Deol dans 23rd March 1931: Shaheed (en), mais le film est un échec au box-office. En 2003, elle se lance dans la comédie avec Praan Jaye Par Shaan Na Jaye (en), jouant le rôle de Dulari. Elle apparaît dans deux films d'ensemble, le film familial Baghban et le film de guerre LOC Kargil. Les deux sont bien accueillis, mais dans le dernier, elle est décrite comme ayant à peine « le temps d'écran qui peut être consommé en un clin d'œil ». Elle joue ensuite le rôle de la fille de Chatterjee dans Jogger's Park (en) et reçoit sa première nomination pour le Star Guild Award de la meilleure actrice dans un second rôle pour sa performance.

### 2004-08: Reconnaissance générale

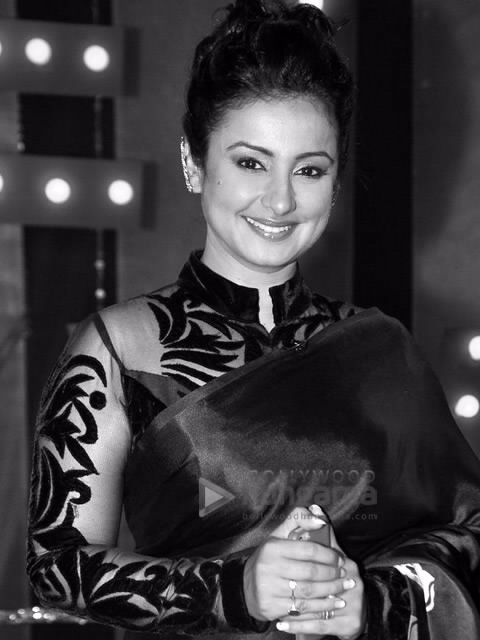
Dutta en mai 2014.

En 2004, elle fait sa percée dans le cinéma hindi avec le rôle de Shabbo dans la saga d'amour épique Veer-Zaara de Yash Chopra, aux côtés de Shahrukh Khan, Preity Zinta et Rani Mukherjee. Le film est largement acclamé par la critique et devient un blockbuster au box-office. Dutta est largement félicitée pour sa performance, Aakash Gandhi la décrivant comme « faisant un travail fantastique en tant que femme de chambre qui essaie de lier les deux amants » et le critique Subhash K. Jha faisant remarquer qu'elle « apporte énormément de sentiment ». Pour sa performance, elle reçoit des nominations lors de plusieurs cérémonies de remise de prix, dont sa première nomination pour le Filmfare Award de la meilleure actrice dans un second rôle. La même année, elle apparaît également dans des seconds rôles dans Murder et Agnipankh (en), et collabore pour la troisième fois avec le réalisateur Manoj Punj dans le film punjabi Des Hoyaa Pardes (en). Elle joue également des rôles principaux dans Shobhayatra et dans la comédie Shaadi Ka Laddoo (en).
L'année suivante, elle fait des apparitions dans Dil Ke Pechey Pechey, Naam Gum Jaayega et Dubai Return. Elle apparaît également dans Silsiilay aux côtés de Shahrukh Khan et Bhumika Chawla, ainsi que dans la comédie Mr Ya Miss (en). Elle joue Ila Bose, la sœur de Subhas Chandra Bose, dans le film basé sur sa vie, Netaji Subhas Chandra Bose: The Forgotten Hero (en), et est décrite comme « exceptionnelle » par le critique de cinéma Subhash K. Jha. Elle joue également le rôle titre dans Sanyogita : The Bride in Red, une jeune fille du Rajasthan luttant pour contrôler ses désirs dans une société patriarcale. Le film reçoit des critiques élogieuses en France et remporte le prix du meilleur film au Festival du cinéma asiatique de Lyon. En 2006, Dutta apparaît dans un petit rôle dans Darwaaza Bandh Rakho, aux côtés d'Aftab Shivdasani et Isha Sharvani. Le film sous-performe au box-office. Elle apparaît également dans Umrao Jaan, et bien que le film ait reçu des critiques mitigées et des performances médiocres au box-office, la performance de Dutta est saluée, le Tribune faisant remarquer qu'elle est « convaincante », mais Rediff critique le film pour l'avoir sous-utilisée et la qualifie de « artiste exceptionnelle… réduite à être une acolyte ».
Dutta fait ses débuts internationaux dans le film anglais de Rituparno Ghosh The Last Lear (en) aux côtés d'Amitabh Bachchan, Preity Zinta et Arjun Rampal, jouant le rôle d'Ivy, une infirmière. Le film est présenté en avant-première au Festival international du film de Toronto. Les critiques du film sont mitigées, mais Dutta est surtout félicitée pour son interprétation, Aparajita Ghosh la qualifiant de « tout simplement superbe » mais Joxily John faisant remarquer qu'elle est « gaspillée dans un personnage qui n'ajoute aucune valeur significative aux débats ». Elle joue un second rôle dans le drame sportif Apne (en) au sein d'un ensemble comprenant Dharmendra et Katrina Kaif, et dans le drame de danse Aaja Nachle aux côtés de Madhuri Dixit. Bien que le premier soit un succès, le second sous-performe au box-office. En 2008, elle joue des seconds rôles dans U, Me Aur Hum aux côtés d'Ajay Devgan et Kajol, et dans Summer 2007 (en). Pour sa performance dans Welcome to Sajjanpur, elle reçoit le Star Sabse Favorite Kaun Award. Elle apparaît également aux côtés de Vinay Pathak dans la comédie Oh, My God, qui reçoit des critiques principalement négatives, bien que la performance de Dutta soit qualifiée de « sérieuse ». Elle joue le rôle principal dans Gudiya, Kargil war victim (en) et est félicitée pour son portrait d'une femme musulmane pendant la guerre de Kargil.

### 2009-12:Delhi-6et succès international
Le premier film de Dutta en 2009, le film dramatique Delhi 6 de Rakeysh Omprakash Mehra, est un échec au box-office et reçoit des critiques mitigées. Pour son interprétation de Jalebi, une éboueuse de basse caste, Dutta est très appréciée, Taran Adarsh la qualifiant d'« admirable » et BehindWoods qualifiant les seconds rôles, dont Dutta, de « point culminant du film ». Dutta reçoit des nominations pour la meilleure actrice dans un second rôle lors de diverses cérémonies de remise de prix, dont Filmfare, et remporte son premier prix IIFA pour la meilleure actrice dans un second rôle. Elle joue ensuite dans Love Khichdi (en) aux côtés de Randeep Hooda et Avijit Ghosh de l'Economic Times la qualifie de « parmi ceux qui se démarquent ». Elle apparaît également dans Morning Walk (en) et sa performance est décrite comme « bonne », bien que le film reçoivent des critiques négatives. Ses deux autres sorties cette année-là sont Mini Punjab et Paroksh.
En 2010, elle apparaît dans le film pendjabi Sukhmani : Hope for Life (en), encore une fois aux côtés de Juhi Chawla et Gurdas Maan, jouant le rôle de Reshma. Pour sa performance, elle reçoit le PTC Punjabi Film Award de la meilleure actrice. Elle joue ensuite un second  rôle dans la comédie réalisée par Manoj Tiwari, Hello Darling. Le film reçoit des critiques très négatives, mais la performance de Dutta des critiques mitigées, Joginder Tuteja la qualifiant de « okay », mais NDTV la qualifiant d'une des actrices faisant impression.Elle apparaît également dans Malik Ek (en), basé sur la vie de Shirdi Sai Baba, dans le rôle de l'une de ses fidèles, Laxmi. Le film reçoit des critiques majoritairement négatives, mais sa performance reçoit des critiques mitigées et est décrite comme « efficace » par Komal Nahta. La même année, elle apparaît dans deux projets internationaux : le projet multilingue du réalisateur Fred Holmes Heart Land et le film Hisss aux côtés de Mallika Sherawat. Le film reçoit des critiques négatives et est critiqué pour sa sous-utilisation, Taran Adarsh la qualifiant de « gaspillée » et Pankaj Sabnani faisant remarquer qu'elle « n'a pas beaucoup de portée ».
L'année suivante, Dutta réalise neuf sorties, faisant des apparitions dans Chaloo Movie et Masti Express (en), ainsi que dans le film pendjabi The Lion of Punjab (en). Son film Haat: The Weekly Bazaar voit ses bande-annonces et sa promo projetés au Festival de Cannes. Elle joue le rôle principal de Sanja, une femme qui décide de quitter son mari mais qui conserve sa dignité dans une société dominée par les hommes. Le film remporte le prix spécial du jury au Third Eye Asian Film Festival à Bombay.Elle joue également des second rôles dans la comédie Mummy Punjabi (en), aux côtés de Kiron Kher et My Friend Pinto, aux côtés de Prateik Babbar et Kalki Koechlin. Sa performance dans le premier reçoit des critiques positives, le Daily Bhaskar la qualifiant de « seul personnage qui se démarque » et de « tison ». Cependant, sa performance dans le dernier est accueillie de façon mitigée, Rediff déclarant : « Compte tenu du facteur de punch que Divya est capable de suinter à l'écran, c'est une opportunité de plus perdue car l'air omniprésent est celui de la bouffonnerie » mais Jhinuk Sen la qualifie de « plutôt attachante ». Elle joue ensuite le rôle principal féminin, Minnie, dans le film Chargesheet (en) de Dev Anand, qui reçoit des critiques très négatives. Cependant, la performance de Dutta est accueillie positivement, NDTV faisant remarquer qu'elle « interprète Mini Singh à la perfection ». Elle joue également des rôles principaux dans le drame Monica (en) et le film indépendant Stanley Ka Dabba (en). Dans le premier, elle joue le rôle titre d'une journaliste et le film reçoit des critiques mitigées, mais sa performance est saluée. Mahesh Bhatt fait remarquer que Dutta « met son âme à nu à l'écran », et Komal Nahta déclare : « Dutta fait un bon travail, transmettant magnifiquement ses peurs et sa frustration, en particulier dans la seconde moitié ». Le film est un désastre au box-office. Stanley Ka Dabba reçoit des critiques extrêmement positives, et Dutta est félicitée pour son portrait d'enseignante, Rediff faisant remarquer qu'elle est « sûre de ramener des souvenirs teintés de rose d'enseignants trop sucrés dont vous ne pourriez pas vous lasser » et Sonia Chopra ajoute « Dutta brille dans son rôle d'enseignante sympathique ». Le film est un succès au box-office.

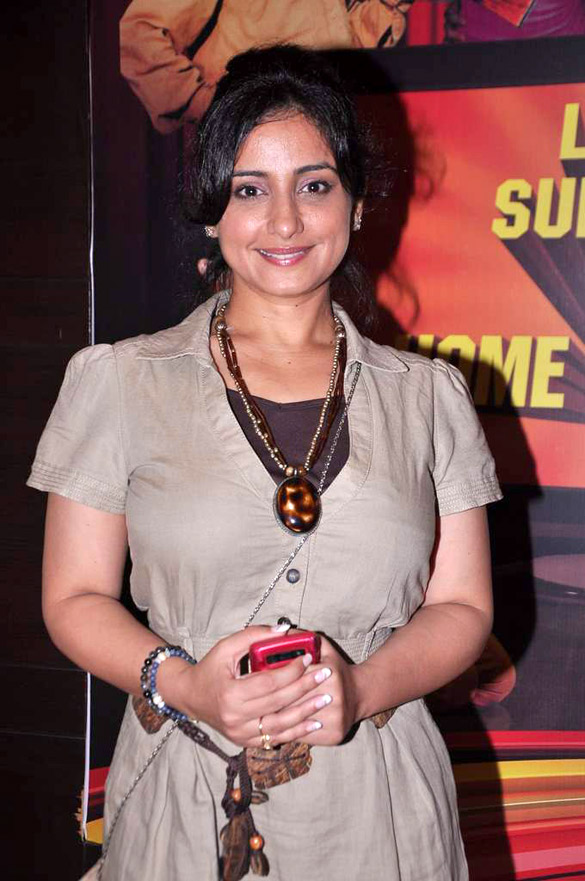
Dutta lors du premier lancement d' Héroïne.

En 2012, Dutta apparaît aux côtés de Karisma Kapoor dans Dangerous Ishhq, jouant trois personnages. Le film reçoit des critiques majoritairement négatives et est un échec au box-office, bien que sa performance soit saluée, Taran Ardash remarquant : « Divya Dutta s'en sort très bien, mais, encore une fois, n'a plus de portée après un certain point » et Mrigank Dhaniwala déclarant : « Divya Dutta fait du bon travail dans plusieurs rôles ». Sa sortie suivante, le drame de Madhur Bhandarkar Héroïne reçoit également des critiques négatives et fait une performance inférieure à la moyenne au box-office. Cependant, sa performance en tant que Pallavi Narayan, responsable des relations publiques d'une actrice en difficulté, est très appréciée, avec Taran Adarsh commentant, « une mention spéciale de Divya Dutta [sous une forme formidable] » et Lisa Tsering remarquant « les second rôles sont fort partout, en particulier l'intelligente Divya Dutta en tant que spécialiste des relations publiques rusée ». Sa performance lui vaut une autre nomination pour le Prix IIFA de la meilleure actrice dans un second rôle.

### 2013-présent:Bhaag Milkha Bhaaget au-delà
En 2013, Dutta joue dans certains des succès les plus acclamés par la critique de l'année. Sa première sortie est le thriller de Neeraj Pandey (en), Special 26, aux côtés d'Akshay Kumar et Kajal Aggarwal. Le film est un succès critique et commercial. Son détour par la comédie en tant que Shanti est salué, Madhureeta Mukherjee commentant : « Dutta fait rire ». Sa sortie suivante est le drame Gippi (en), produit par Karan Johar, dans lequel elle incarne une mère célibataire aux prises avec sa fille victime. Dutta s'inspire de sa mère pour son rôle et reçoit des critiques mitigées, avec Rediff commentant : « Son jeu était bien », mais in.com disant : « Dutta a réussi le rôle de la momie ». Elle reçoit une nomination pour le Screen Award de la meilleure actrice dans un second rôle pour sa performance et fait ensuite une apparition dans le drame romantique d'époque Lootera (en) aux côtés de Ranveer Singh et Sonakshi Sinha.
Elle joue ensuite dans film sportif biographique Bhaag Milkha Bhaag, basé sur la vie de Milkha Singh. Elle apparaît aux côtés de Farhan Akhtar, Sonam Kapoor et Meesha Shafi, jouant la sœur de Singh. Le film s'avère être le plus grand succès commercial de Dutta à ce jour et est entré dans le club des 100 crores. Le film et sa performance sont très appréciés, The Times of India la qualifiant d'« exceptionnelle » et Priya Joshi la qualifiant d'« exceptionnelle dans un rôle poignant de sa sœur aînée protectrice ». Pour sa performance, Dutta reçoit des nominations lors de plusieurs cérémonies de récompenses, dont Filmfare, et remporte finalement son deuxième prix IIFA de la meilleure actrice dans un second rôle. Sa dernière sortie de l'année est le thriller d'action politique Zila Ghaziabad (en) aux côtés d'Arshad Warsi et Sanjay Dutt. Le film reçoit des critiques majoritairement négatives, bien que Dutta soit décrit comme l'un des « rares acteurs de qualité ».
En 2014, la première sortie de Dutta est le thriller d'horreur Ragini MMS 2 (en), une suite de Ragini MMS, aux côtés de Sunny Leone et Parvin Dabas . Dutta joue une psychiatre, le Dr Meera Dutta et reçoit des critiques mitigées, Madhureeta Mukherjee déclarant qu'elle « reste piégée dans un rôle peu convaincant » Le film est un véritable succès au box-office. Sa deuxième sortie est le film biographique Manjunath aux côtés de Seema Biswas et Kishore Kadam. Le film reçoit des critiques positives et sa performance dans le rôle d'Anjali Mullati, propriétaire d'une société de conseil qui décide de commencer à mener sa propre bataille contre la mafia, est saluée, Taran Ardash la qualifiant de « absolument crédible ».
Dutta joue dans le thriller Traffic de 2016 aux côtés de Manoj Bajpayee, un remake du film malayalam du même nom. Elle apparaît également dans des films à succès comme Badlapur (en) (2015), Blackmail (en) (2018) et Babumoshai Bandookbaaz (en) (2017). Elle joue également dans un court métrage Plus Minus (2018), qui a été visionné 16 millions de fois sur YouTube et dans un autre court métrage The Playboy Mr. Sawhney. Plus Minus est lauréat dans la catégorie des courts métrages les plus populaires aux Filmfare Awards 2019.

## Vie privée
Dutta a écrit un mémoire, Me and Ma, sur sa relation avec sa mère et célèbre les luttes de cette dernière pour faire de sa fille la femme qu'elle est aujourd'hui. Le livre est publié le 10 février 2017 par Penguin Random House.

## Filmographie

### Films
| Year | Film                                           | Role                     | Notes                              |
| ---- | ---------------------------------------------- | ------------------------ | ---------------------------------- |
| 1994 | Ishq Mein Jeena Ishq Mein Marna (en)           | Sapna                    |                                    |
| 1995 | Surakshaa (en)                                 | Bindiya                  |                                    |
| 1995 | Veergati (en)                                  | Sandhya                  |                                    |
| 1996 | Agni Sakshi                                    | Urmi                     |                                    |
| 1996 | Chhote Sarkar (en)                             | Meena                    |                                    |
| 1996 | Ram Aur Shyam (en)                             | Sunaina                  |                                    |
| 1997 | Raja Ki Aayegi Baraat (en)                     | la sœur de Sharda        |                                    |
| 1997 | Daava (en)                                     | Deepa                    |                                    |
| 1998 | Gharwali Baharwali (en)                        | Madhu                    |                                    |
| 1998 | Iski Topi Uske Sarr (en)                       | Milli                    |                                    |
| 1998 | Bade Miyan Chote Miyan (en)                    | Madhu                    | Apparition spéciale                |
| 1998 | Train to Pakistan (en)                         | Prostituée               |                                    |
| 1999 | Shaheed-e-Mohabbat Boota Singh (en)            | Zainab                   | Film pendjabi                      |
| 1999 | Samar (en)                                     |                          | Film hindi / ourdou                |
| 1999 | Rajaji (film) (en)                             | Sonia                    |                                    |
| 1999 | Tabaahi – The Destroyer                        |                          |                                    |
| 2000 | Basanti                                        | Malati                   | Film népalais                      |
| 2001 | Kasoor (en)                                    | Ms Payal                 | Doublage pour Lisa Ray             |
| 2002 | Maya Namara                                    | Anu                      | Film népalais, apparition spéciale |
| 2002 | Inth Ka Jawab Patthar                          |                          |                                    |
| 2002 | 23rd March 1931: Shaheed (en)                  | Durgawati Devi (en)      |                                    |
| 2002 | Sur – The Melody of Life                       | Rita D'Silva             |                                    |
| 2002 | Shakti                                         | La soeur de Shekhar      |                                    |
| 2002 | Zindagi Khoobsoorat Hai (en)                   | Kitu                     |                                    |
| 2002 | Game                                           |                          | Film tamoul                        |
| 2003 | Praan Jaye Par Shaan Na Jaye (en)              | Dulari                   |                                    |
| 2003 | Jogger's Park (en)                             | La fille de Chatterjee   |                                    |
| 2003 | Baghban                                        | Reena Malhotra           |                                    |
| 2003 | LOC Kargil                                     | Yadav's wife             |                                    |
| 2004 | Shobhayatra                                    | Rani of Jhansi           |                                    |
| 2004 | Agnipankh (en)                                 | Nupur                    |                                    |
| 2004 | Shaadi Ka Laddoo (en)                          | Geetu                    |                                    |
| 2004 | Veer-Zaara                                     | Shabbo                   |                                    |
| 2004 | Murder                                         | Nargis                   |                                    |
| 2004 | Des Hoyaa Pardes (en)                          | Guddi                    | Film pendjabi                      |
| 2005 | Dil Ke Pechey Pechey                           | Vidya                    |                                    |
| 2005 | Naam Gum Jaayega                               | Divya                    |                                    |
| 2005 | Netaji Subhas Chandra Bose: The Forgotten Hero | Ila Bose                 |                                    |
| 2005 | Silsiilay                                      | Diya Rao                 |                                    |
| 2005 | Sanyogita- The Bride in Red                    | Sanyogita                |                                    |
| 2005 | Mr Ya Miss                                     | Loveleen Kapoor          |                                    |
| 2005 | Dubai Return                                   | Vaishali                 |                                    |
| 2005 | Twinkle Twinkle Little Star                    | Police Officer           | Malayalam film Delayed             |
| 2006 | Darwaaza Bandh Rakho                           | Chameli G. Kale          |                                    |
| 2006 | Waris Shah: Ishq Daa Waaris                    | Saboo                    | Punjabi film                       |
| 2006 | Umrao Jaan                                     | Bismillah Jaan           |                                    |
| 2007 | Apne                                           | Pooja B. Singh Choudhary |                                    |
| 2007 | The Last Lear (en)                             | Ivy                      | Film anglais                       |
| 2007 | Aaja Nachle                                    | Najma                    |                                    |
| 2008 | U Me Aur Hum                                   | Reena                    |                                    |
| 2008 | Kahaani Gudiya Ki...: True Story of a Woman    | Gudiya                   |                                    |
| 2008 | Summer 2007                                    | Dancer/Singer            | Caméo                              |
| 2008 | Welcome to Sajjanpur                           | Vindhya                  |                                    |
| 2008 | Oh, My God!!                                   | Suman R. Dubey           |                                    |
| 2009 | Delhi 6                                        | Jalebi                   |                                    |
| 2009 | Mini Punjab                                    | Shabbo                   |                                    |
| 2009 | Morning Walk                                   | Rita                     |                                    |
| 2009 | Love Khichdi                                   | Parminder Kaur           |                                    |
| 2009 | Paroksh                                        | Gauri                    |                                    |
| 2010 | Sukhmani: Hope for Life                        | Reshma                   | Punjabi film                       |
| 2010 | Malik Ek                                       | Laxmi                    |                                    |
| 2010 | Hisss                                          | Maya Gupta               | Film anglais/hindi                 |
| 2010 | Heart Land                                     | Amrita                   | Film anglais                       |
| 2010 | Hello Darling                                  | Mrs. Hardik              |                                    |
| 2011 | Haat- The Weekly Bazaar                        | Sanja                    |                                    |
| 2011 | Masti Express                                  | Seema                    |                                    |
| 2011 | Monica                                         | Monica R. Jaitley        |                                    |
| 2011 | The Lion of Punjab                             |                          | Film pendjabi                      |
| 2011 | Stanley Ka Dabba                               | Rosy Miss                |                                    |
| 2011 | Chargesheet                                    | Minnie Singh             |                                    |
| 2011 | Mummy Punjabi                                  | Muniya                   |                                    |
| 2011 | My Friend Pinto                                | Reshma Shergill          |                                    |
| 2011 | Chaloo Movie                                   | Ms Urmila Undreskar      |                                    |
| 2012 | Dangerous Ishhq                                | Neetu/Chanda/Tawaif      |                                    |
| 2012 | Héroïne                                        | Pallavi Narayan          |                                    |
| 2012 | Overtime                                       |                          |                                    |
| 2013 | Special 26                                     | Shanti                   |                                    |
| 2013 | Boyss Toh Boyss Hain                           |                          |                                    |
| 2013 | Zila Ghaziabad                                 | Mahenderi                |                                    |
| 2013 | Gippi                                          | Pappi                    |                                    |
| 2013 | Lootera                                        | Shyama                   |                                    |
| 2013 | Bhaag Milkha Bhaag                             | Ishri Kaur               |                                    |
| 2014 | Ragini MMS 2                                   | Dr Meera Dutta           | [ 58 ]                             |
| 2014 | Manjunath                                      | Anjali Mullati           |                                    |
| 2015 | Badlapur                                       | Shobha                   | [ 59 ]                             |
| 2015 | Chehere: A Modern Day Classic                  | Amanat                   |                                    |
| 2015 | Promise Dad                                    | Suzanne                  |                                    |
| 2016 | Chalk n Duster                                 | Kamini Gupta             |                                    |
| 2016 | Traffic                                        | Maya Gupta               |                                    |
| 2016 | Irada                                          | Ramadeep Braitch         |                                    |
| 2017 | Babumoshai Bandookbaaz                         | Jiji                     |                                    |
| 2018 | Blackmail                                      | Dolly Verma              |                                    |
| 2018 | Fanney Khan                                    | Kavita Sharma            | [ 60 ]                             |
| 2018 | Plus Minus                                     |                          | Court-métrage                      |
| 2018 | Manto                                          | Kulwant Kaur             |                                    |
| 2019 | Music Teacher                                  | Geeta                    |                                    |
| 2019 | 706                                            | Dr Suman Asthana         |                                    |
| 2019 | Jhalki                                         | Sunita Bhartiya          |                                    |
| 2020 | Ram Singh Charlie                              |                          |                                    |
| 2020 | Sleeping Partner                               | Beena                    | Court-métrage                      |
| 2021 | Sheer Qorma                                    | Noor Khan                | [ 61 ]                             |
| 2022 | Maa                                            | Manjit Kaur              | Film pendjabi                      |
| 2022 | Dhaakad                                        | Rohini                   | [ 63 ]                             |
| 2022 | Anth The End                                   |                          |                                    |
| 2022 | Nazar Andaaz                                   | Bhavani                  |                                    |
| 2023 | Otta                                           |                          | Film malayalam                     |
| 2023 | Aankh Micholi                                  | Billo                    |                                    |
| 2023 | Nastik                                         |                          | [ 65 ]                             |

### Télévision
| Année     | Série                 | Rôle               | Réf.   |
| --------- | --------------------- | ------------------ | ------ |
| 2005-2006 | Shanno Ki Shaadi (en) | Shannon            | [ 66 ] |
| 2005      | Awaaz Punjab Di       | Hôte/présentatrice | [ 67 ] |
| 2015-2016 | Savdhaan India (en)   | Hôte\présentatrice | [ 68 ] |

### Série Web
| Année | Série       | Rôle          | Plate-forme     | Réf.   |
| ----- | ----------- | ------------- | --------------- | ------ |
| 2020  | Special OPS | Sadia Qureshi | Disney+ Hotstar | [ 69 ] |
| 2020  | Hostages    | Ayesha Khan   | Disney+ Hotstar | [ 70 ] |

## Récompenses et nominations

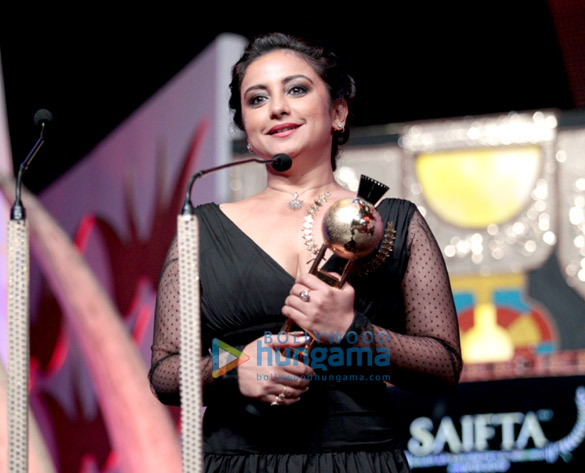
Dutta aux SAIFTA Awards 2013.

### Récompenses

#### National Film Awards
- 2018 : National Film Award de la meilleure actrice dans un second rôle pour son rôle dans Irada[71]

#### Filmfare Awards
- 2020 : Filmfare OTT Award de la meilleure actrice dans un second rôle (série dramatique) pour son rôle dans Special OPS

#### Zee Cine Awards
- 2005 : Zee Cine Award de la meilleure actrice dans un second rôle pour son rôle dans Veer-Zaara
- 2014 : Zee Cine Award de la meilleure actrice dans un second rôle pour son rôle dans Bhaag Milkha Bhaag

#### International Indian Film Academy Awards
- 2010 : Prix IIFA de la meilleure actrice dans un second rôle pour son rôle dans Delhi 6
- 2014 : Prix IIFA de la meilleure actrice dans un second rôle pour son rôle dans Bhaag Milkha Bhaag

#### Global Indian Film Awards
- 2005 : Prix GIFA de la meilleure actrice dans un second rôle pour son rôle dans Veer-Zaara

#### Apsara Film & Television Producers Guild Awards
- 2014 : Prix Apsara de la meilleure actrice dans un second rôle pour son rôle dans Bhaag Milkha Bhaag

#### Autres récompenses
- 1993 : Prix de la meilleure actrice et de la meilleure danseuse au Festival de la jeunesse du Pendjab.

### Nominations

#### Filmfare Awards
- 2005 : Filmfare Award de la meilleure actrice dans un second rôle pour son rôle dans Veer-Zaara
- 2010 : Filmfare Award de la meilleure actrice dans un second rôle pour son rôle dans Delhi 6
- 2014 : Filmfare Award de la meilleure actrice dans un second rôle pour son rôle dans Bhaag Milkha Bhaag

#### International Indian Film Academy Awards
- 2005 : Prix IIFA de la meilleure actrice dans un second rôle pour son rôle dans Veer-Zaara
- 2012 : Prix IIFA de la meilleure actrice dans un second rôle pour son rôle dans Stanley Ka Dabba
- 2013 : Prix IIFA de la meilleure actrice dans un second rôle pour son rôle dans Héroïne

#### Apsara Film & Television Producers Guild Awards
- 2004 : Prix Apsara de la meilleure actrice dans un second rôle pour son rôle dans Joggers' Park
- 2012 : Prix Apsara de la meilleure actrice dans un second rôle pour son rôle dans Stanley Ka Dabba

#### Screen Awards
- 2005 : Screen Award de la meilleure actrice dans un second rôle pour son rôle dans Veer-Zaara
- 2010 : Screen Award de la meilleure actrice dans un second rôle pour son rôle dans Delhi-6
- 2014 : Screen Award de la meilleure actrice dans un second rôle pour son rôle dans Gippi
- 2019 : Screen Award de la meilleure actrice dans un second rôle pour son rôle dans Blackmail